# Corydalis stracheyi
Corydalis stracheyi är en vallmoväxtart som beskrevs av John Firminger Duthie och David Prain. Corydalis stracheyi ingår i släktet nunneörter, och familjen vallmoväxter. Utöver nominatformen finns också underarten C. s. ecristata.